# Litopenaeus
Genre
Litopenaeus est un genre de crustacés décapodes dont les représentants ressemblent à des crevettes.

## Liste des espèces
- Litopenaeus occidentalis (Streets, 1871) - crevette royale blanche du Pacifique
- Litopenaeus schmitti (Burkenroad, 1936) - crevette ligubam du sud
- Litopenaeus setiferus (Linnaeus, 1767) - crevette ligubam de nord
- Litopenaeus stylirostris (Stimpson, 1874) - crevette bleue
- Litopenaeus vannamei (Boone, 1931) - crevette à pattes blanches